# Leptotyphlus
Leptotyphlus es un género de coleópteros polífagos estafilínidos (Staphylinidae). Se distribuyen por el Paleártico occidental: Europa mediterránea occidental y el Magreb.

## Especies
Se reconocen las siguientes:
- Leptotyphlus agrestis
- Leptotyphlus aithaliensis
- Leptotyphlus albareensis
- Leptotyphlus albingaunicus
- Leptotyphlus anachoneta
- Leptotyphlus anachoreta
- Leptotyphlus anchorifer
- Leptotyphlus angelicus
- Leptotyphlus antonius
- Leptotyphlus antrorum
- Leptotyphlus apenninus
- Leptotyphlus arcsensis
- Leptotyphlus argensis
- Leptotyphlus argus
- Leptotyphlus arizanus
- Leptotyphlus armifer
- Leptotyphlus aspericeps
- Leptotyphlus asprensis
- Leptotyphlus asturicus
- Leptotyphlus audrasi
- Leptotyphlus aurensis
- Leptotyphlus babas
- Leptotyphlus bastiensis
- Leptotyphlus beieri
- Leptotyphlus bergistanus
- Leptotyphlus bicorniger
- Leptotyphlus bifoveolatus
- Leptotyphlus bifurcus
- Leptotyphlus bigerricus
- Leptotyphlus boiteli
- Leptotyphlus bonadonai
- Leptotyphlus bordei
- Leptotyphlus bouilloni
- Leptotyphlus brescius
- Leptotyphlus brevicornis
- Leptotyphlus calabricus
- Leptotyphlus calcatogius
- Leptotyphlus calenzanus
- Leptotyphlus campanus
- Leptotyphlus capito
- Leptotyphlus caqus
- Leptotyphlus cargeseensis
- Leptotyphlus cariniventris
- Leptotyphlus castillonensis
- Leptotyphlus chappuisi
- Leptotyphlus cheironensis
- Leptotyphlus chiavariensis
- Leptotyphlus circaeus
- Leptotyphlus cirtulus
- Leptotyphlus collensis
- Leptotyphlus compitalis
- Leptotyphlus corsicus
- Leptotyphlus couseranus
- Leptotyphlus cribratus
- Leptotyphlus cyclops
- Leptotyphlus cyrneus
- Leptotyphlus dapsilis
- Leptotyphlus dentatus
- Leptotyphlus denticulatus
- Leptotyphlus devillei
- Leptotyphlus diecki
- Leptotyphlus dispar
- Leptotyphlus dispersus
- Leptotyphlus doderoi
- Leptotyphlus domensis
- Leptotyphlus dubius
- Leptotyphlus dujardini
- Leptotyphlus elbanus
- Leptotyphlus estellensis
- Leptotyphlus eximius
- Leptotyphlus exsculptus
- Leptotyphlus ezeensis
- Leptotyphlus falcata
- Leptotyphlus fallax
- Leptotyphlus fancelloi
- Leptotyphlus farinolensis
- Leptotyphlus faunus
- Leptotyphlus finalensis
- Leptotyphlus fissuralis
- Leptotyphlus foroiuliensis
- Leptotyphlus foveiceps
- Leptotyphlus franzi
- Leptotyphlus furcatus
- Leptotyphlus gallaecianus
- Leptotyphlus garbetensis
- Leptotyphlus gardensis
- Leptotyphlus garomettensis
- Leptotyphlus giglionicus
- Leptotyphlus girbeni
- Leptotyphlus gracilis
- Leptotyphlus grouvellei
- Leptotyphlus harmatus
- Leptotyphlus henryi
- Leptotyphlus hervei
- Leptotyphlus hipponensis
- Leptotyphlus ilvensis
- Leptotyphlus impressus
- Leptotyphlus inopinatus
- Leptotyphlus irenae
- Leptotyphlus janasensis
- Leptotyphlus jeanneli
- Leptotyphlus joannis
- Leptotyphlus judicariae
- Leptotyphlus kabylianus
- Leptotyphlus kahleni
- Leptotyphlus kovaci
- Leptotyphlus kyrnosus
- Leptotyphlus laetificus
- Leptotyphlus lamberti
- Leptotyphlus laminatus
- Leptotyphlus laneyriei
- Leptotyphlus langastouensis
- Leptotyphlus laticeps
- Leptotyphlus lavagni
- Leptotyphlus lavezzianus
- Leptotyphlus lepinensis
- Leptotyphlus lessinicus
- Leptotyphlus liguricus
- Leptotyphlus lobatus
- Leptotyphlus londensis
- Leptotyphlus luci
- Leptotyphlus magrinii
- Leptotyphlus mandibularis
- Leptotyphlus maritimus
- Leptotyphlus martellii
- Leptotyphlus massatensis
- Leptotyphlus maurettensis
- Leptotyphlus mayeti
- Leptotyphlus mendicus
- Leptotyphlus meriensis
- Leptotyphlus micros
- Leptotyphlus mimus
- Leptotyphlus minator
- Leptotyphlus minervius
- Leptotyphlus moczarskianus
- Leptotyphlus molisensis
- Leptotyphlus monarchus
- Leptotyphlus muricatus
- Leptotyphlus nardii
- Leptotyphlus nerviensis
- Leptotyphlus nistosensis
- Leptotyphlus nonzius
- Leptotyphlus oglasensis
- Leptotyphlus olotensis
- Leptotyphlus omessae
- Leptotyphlus orbensis
- Leptotyphlus orion
- Leptotyphlus orpheus
- Leptotyphlus osellai
- Leptotyphlus pauxillus
- Leptotyphlus peillensis
- Leptotyphlus perpensus
- Leptotyphlus perroti
- Leptotyphlus pertusatus
- Leptotyphlus petretensis
- Leptotyphlus phami
- Leptotyphlus picenus
- Leptotyphlus poironi
- Leptotyphlus pontelecciensis
- Leptotyphlus priapus
- Leptotyphlus proprianensis
- Leptotyphlus pugnator
- Leptotyphlus pyrenaeus
- Leptotyphlus queinneci
- Leptotyphlus remensis
- Leptotyphlus reticulatus
- Leptotyphlus revelierianus
- Leptotyphlus revelierii
- Leptotyphlus rhadamanthus
- Leptotyphlus ribasensis
- Leptotyphlus romanus
- Leptotyphlus ruffoi
- Leptotyphlus samniticus
- Leptotyphlus sardiniensis
- Leptotyphlus sardous
- Leptotyphlus sassi
- Leptotyphlus sassii
- Leptotyphlus saturnius
- Leptotyphlus savonensis
- Leptotyphlus sbordonii
- Leptotyphlus schuleri
- Leptotyphlus senensis
- Leptotyphlus senyensis
- Leptotyphlus serianensis
- Leptotyphlus sibyllinicus
- Leptotyphlus siccanus
- Leptotyphlus simplarius
- Leptotyphlus siscoi
- Leptotyphlus solarii
- Leptotyphlus sospelensis
- Leptotyphlus subhervei
- Leptotyphlus sublaevis
- Leptotyphlus sublaneyriei
- Leptotyphlus subloevis
- Leptotyphlus subpyrenaeus
- Leptotyphlus tellus
- Leptotyphlus thaumasios
- Leptotyphlus toscanicus
- Leptotyphlus transensis
- Leptotyphlus tressensi
- Leptotyphlus trifurcatus
- Leptotyphlus troglophilus
- Leptotyphlus tronqueti
- Leptotyphlus truggiensis
- Leptotyphlus tyrrhenicus
- Leptotyphlus tyrrhenius
- Leptotyphlus uccellinensis
- Leptotyphlus vandeli
- Leptotyphlus varagensis
- Leptotyphlus velatus
- Leptotyphlus veneriatus
- Leptotyphlus veronensis
- Leptotyphlus vicus
- Leptotyphlus villacidrinus
- Leptotyphlus villiersi
- Leptotyphlus viti
- Leptotyphlus vulcanus